# Lacroixita
La lacroixita és un mineral de la classe dels fosfats, que pertany al grup de la tilasita. Rep el nom en honor d'Antoine François Alfred Lacroix (Macon, França, 4 de febrer de 1863 - París, 12 de març de 1948), un mineralogista francès.

## Característiques
La lacroixita és un fosfat de fórmula química NaAl(PO₄)F. Cristal·litza en el sistema monoclínic. La seva duresa a l'escala de Mohs és 4,5.
Segons la classificació de Nickel-Strunz, la lacroixita pertany a «08.BH: Fosfats, etc. amb anions addicionals, sense H₂O, amb cations de mida mitjana i gran, (OH, etc.):RO₄ = 1:1» juntament amb els següents minerals: thadeuïta, durangita, isokita, maxwellita, panasqueiraïta, tilasita, drugmanita, bjarebyita, cirrolita, kulanita, penikisita, perloffita, johntomaïta, bertossaïta, palermoïta, carminita, sewardita, adelita, arsendescloizita, austinita, cobaltaustinita, conicalcita, duftita, gabrielsonita, nickelaustinita, tangeïta, gottlobita, hermannroseïta, čechita, descloizita, mottramita, pirobelonita, bayldonita, vesignieïta, paganoïta, jagowerita, carlgieseckeïta-(Nd), attakolita i leningradita.

## Formació i jaciments
Va ser descoberta a Greifenstein Rocks, a la localitat d'Ehrenfriedersdorf, a l'estat de Saxònia (Alemanya). També ha estat descrita a l'Argentina, els Estats Units, Finlàndia, França, Portugal, Eslovàquia, la República Txeca, Ruanda, el Japó i Austràlia.